# White Star Line
White Star Line sau The Oceanic Steam Navigation Company a fost o remarcabilă firmă și companie maritimă britanică, renumită astăzi pentru multitudinea și calitatea vapoarelor pe care aceasta le-a lansat la apă. Printre cele mai renumite vapoare construite de White Star Line se numără RMS Titanic și HMHS Britannic (nava-geamănă Titanicului).

## Istoric

### Începuturile
Compania White Star Line a fost fondată la Liverpool, Anglia, de către John Pilkington și Henry Willson, fiind axată pe comerțul dintre Anglia și Australia. Comerțul cu Australia era foarte important, mai ales de la descoperirea rezervelor de aur de pe această insulă.
Flota era compusă, la început, din nave pentru navigație ca RMS Tayleur, Blue Jacket, Red Jacket, White Star, Ellen, Ben Nevis, Emma, Mermaid și Iowa. Soarta lui RMS Tayleur (cea mai mare navă construită în aceea vreme) a bântuit compania ani de-a rândul; vaporul s-a scufundat în voiajul inaugural al său, în timpul călătoriei spre Australia lângă Insula Lambay, în apropierea statului Irlanda.
Compania a construit primul vapor cu abur în anul 1863, denumit Royal Standard.
Firma originală s-a combinat, inițial, cu alte două firme, anume Black Ball și Eagle, pentru a forma compania The Liverpool, Melbourne and Oriental Steam Navigation Company Limited. Din nefericire, conglomeratul de firme nu a prosperat, astfel fosta White Star s-a retras. În continuare, firma s-a axat pe călătoriile dintre Liverpool și New York, foarte căutate la aceea vreme.
În următoarea perioadă, o mare parte din investiții a plecat pe vapoare noi; plata acestora a fost finanțată prin intermediul împrumuturilor de la bancă, dar, banca companiei (The Royal Bank of Liverpool) a dat faliment în octombrie 1867.
White Star a rămas cu o datorie de 527 000 £ (echivalent cu 34 029 969 £ în anul curent), fiind forțată de către soartă să intre în faliment.

### The Oceanic Steam Navigation Company
Pe 18 ianuarie 1868, Thomas Ismay, (directorul companiei National Line) a cumpărat numele și a avut bunăvoința de a ajuta compania White Star aflată în faliment, cu 1 000 £ (aproximativ 66 565 £ din anul curent), cu intenția de a folosi vapoarele în călătoriile trans-Atlantice. Apoi, Ismay a stabilit sediul central al companiei la Albion House, Liverpool.
Ismay l-a întâlnit pe Gustav Christian Schwabe, un remarcat negustor din Liverpool și de către nepotul său, Gustav Wilhelm Wolff (un constructor de nave) în timpul unui meci de biliard. Aceștia s-au oferit să-l ajute pe Ismay, construind navele la firma lui Wolff, Harland and Wolff.

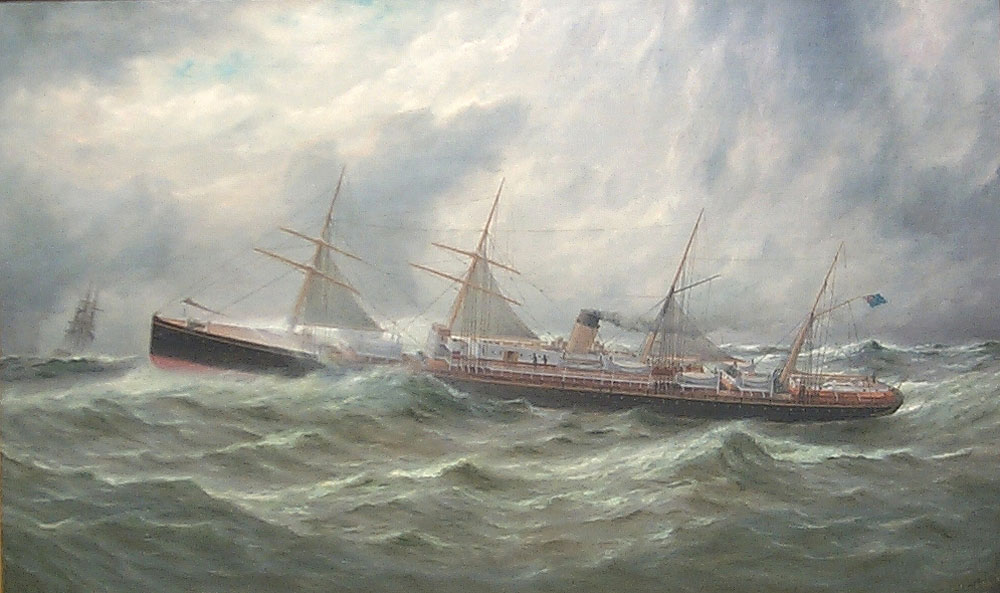
SS Adriatic din 1871

Ismay a fost de acord, încheînd parteneriatul cu Harland and Wolff. Înțelegerea era ca Harland and Wolff să construiască navele la prețul fix plus un anumit procentaj, fără să mai construiască un alt vapor pentru rivalii firmei White Star Line. Constructorii au primit primul ordin de construcție pe data de 30 iulie 1869. De la prima navă comandată, Ismay a inventat The Oceanic Steam Navigation Company, pentru a avea în subordine construcția navelor.
În anul 1870, William Imrie a devenit administratorul firmei.
White Star a reînceput cu șase vapoare de linie pentru călătoriile trans-oceanice: RMS Oceanic, RMS Atlantic, SS Baltic și SS Republic, urmate de cele ceva mai mari, SS Celtic și SS Adriatic.
A durat mult timp până ce Ismay a reușit să inventeze o temă comună pentru numele navelor construite; într-un sfârșit, White Star a început să le denumească cu -ic la sfârșitul numelui, ca în Titanicic. De asemenea, firma ieșea în evidență prin coloristica hornurilor de evacuare a aburilor (vârful cu negru și baza cu portocaliu), și prin flamura sa (un steag cu o stea albă).
În cele ce au urmat, compania a suferit un mare dezastru timpuriu; în anul 1873, SS Atlantic s-a scufundat lângă Halifax, Noua Scoție. Dezastrul s-a pledat cu moartea a 535 persoane. Echipajul a fost învinuit (pentru greșelile grave de navigație înfăptuite) de către anchetatorii canadieni, deși un consiliu britanic pentru anchete i-a numit nevinovați.
Spre sfârșitul secolului al XIX-lea, White Star a construit un nou șir de nave faimoase, printre care SS Britannic, SS Germanic, SS Teutonic și SS Majestic. Majoritatea dintre acestea au primit Panglica albastră, premiu acordat datorită vitezei acestora de a traversa Atlanticul.

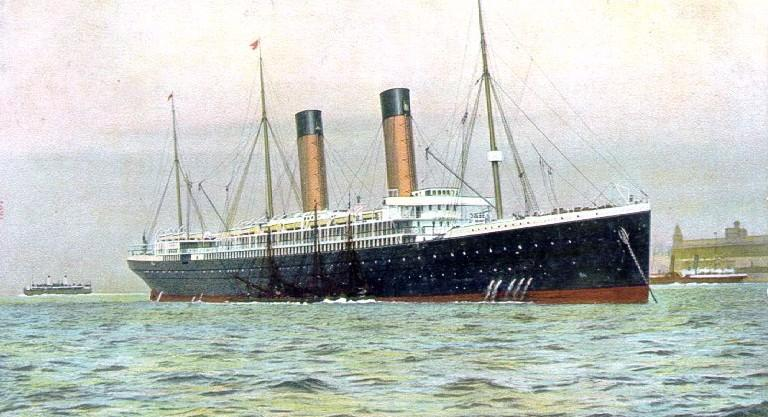
RMS Oceanic II, unul dintre cele mai mari vapoare de linie construite în Secolul al XIX-lea

În 1899, Thomas Ismay a comandat unul dintre cele mai frumoase vapoare de linie construite în Secolul al XIX-lea, RMS Oceanic II. A fost primul vapor ce a depășit giganticul SS Great Eastern în lungime, dar nu și în masă. Construcția acestui vapor a fost startul firmei White Star în competiția cu celelalte firme rivale. După aceea, White Star s-a concentrat să aducă un plus de lux și de confort vapoarelor create.
La sfârșitul secolului al XIX-lea, constructorii de nave au descoperit faptul că atunci când viteza prin apă crește la aproximativ 20 de noduri (23 m/h; 37 km/h), puterea suplimentară necesară motorului crește cu o proporție logaritmică; asta înseamnă că, creșterea vitezei a necesitat creșterea puterii motorului și a consumului de combustibil.
Din această cauză, White Star a ales să se mulțumească doar cu confortul și cu reabilitatea, decât cu viteza. De exemplu, SS Celtic naviga cu 16 noduri (18 m/h; 30 km/h), cu 14 000 de cai putere, în timp ce RMS Mauretania (a firmei maritime Cunard Line) mergea cu 24 noduri (28 m/h; 44 km/h) și cu 68 000 de cau putere.

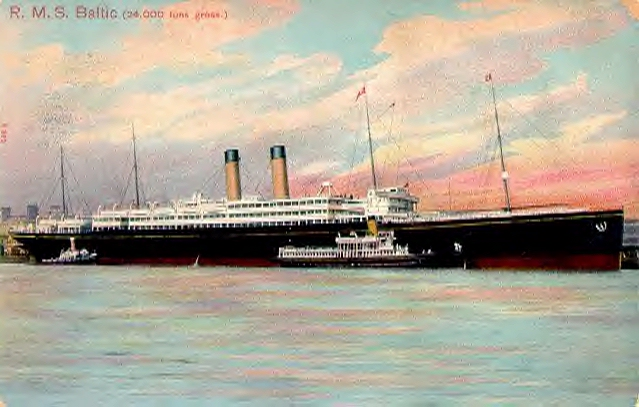
RMS Baltic, unul dintre Cei Patru Giganți

Între anii 1901 și 1907, White Star a lansat la apă seria The Big Four (Seria Cei Patru Giganți): RMS Celtic, RMS Cedric, RMS Baltic și RMS Adriatic; fiecare vapor avea aproximativ 24 000 de tone. Acestea puteau transporta 400 de pasageri la prima și a doua clasă și aproximativ 2000 la clasa a treia. În concluzie, navele aveau capacități de rang înalt, de la 17 000 de tone în sus.
În 1902, White Star Line a fost integrată în The International Mercantile Marine Co.  (IMM), un grup american pentru transport maritim. În ciuda acestor fapte, IMM s-a desființat în 1932.

## White Star Lineși emigrarea
De la sfârșitul secolului al XIX-lea și până la începutul secolului al XX-lea, milioane de persoane au emigrat spre Statele Unite ale Americii și spre Canada. White Star a fost prima firmă maritimă care a avut camere la clasa a treia mai puțin scumpe, dar mai scumpe la clasa întâi și a doua.
RMS Oceanic II a transportat mai mult de 1000 de pasageri la clasa a treia, spre deosebire de Cei Patru Gigantici, ce au transportat în jur de 2000 de pasageri de clasa a treia.

## Nave din clasa Olimpicului

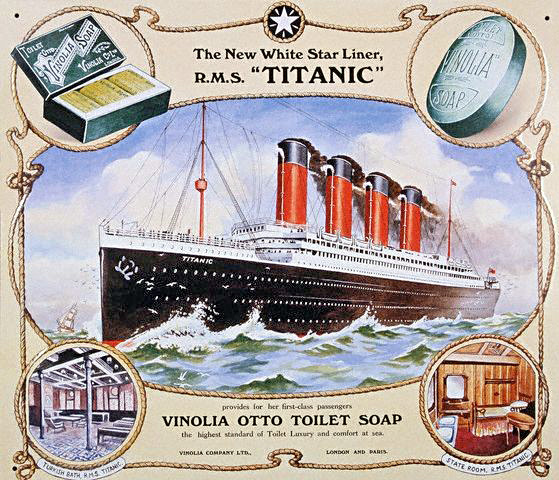
RMS Titanic din 1912

Firma maritimă Cunard Line a fost cel mai mare rival al White Star. Ca răspuns la provocarea Cunard Line (ce consta în lansarea vapoarelor RMS Lusitania și RMS Mauretania), White Star a lansat la apă vapoarele RMS Olimpic, RMS Titanic și HMHS Britannic. În timp ce navele firmei Cunard Line erau foarte rapide, cele ale firmei White Star Line erau cele mai mari și cele mai luxoase din întreaga lume. 
Britannic a fost numit, la început, Gigantic și avea în jur de 1000 de picioare lungime. Numele și dimensiunile sale au fost schimbate imediat după ce avut loc scufundarea Titanicului, anume în anul 1912.
Dintre toate cele trei nave, numai Olimpicul a fost profitabil pentru White Star Line. RMS Titanic s-a scufundat în turul său inaugural, în timp ce HMHS Britannic a fost rechiziționat de către guvernul britanic, înainte să fie mobilat în totalitate. El a fost folosit ca navă-spital în Primul Război Mondial, până ce s-a scufundat lovind o mină explozivă pe 21 noiembrie 1916.

## Principalele rute
- 1872-1960 Liverpool - New York
- 1872-1960 Liverpool - Boston / Philadelphia
- 1899-1934 Liverpool - Melbourne - Sydney
- 1883-1926 Liverpool - Noua Zeelandă
- 1872-1873 Liverpool - Valparaiso
- 1872-1873 Liverpool - Suez - Calcutta
- 1875-1883 San Francisco - Yokohama - Hong Kong.
- 1903-1909 New York - Azore - Gibraltar - Napoli - Genova.
- 1907-1934 Southampton - Cherbourg - New York.
- 1909-1939 Liverpool - Belfast / Glasgow - Quebec - Montreal.
- 1922-1926 Hamburg / Bremen - Quebec - Montreal
- 1928-1930 Londra - Le Havre - Southampton - Quebec - Montreal.[2]

## Fuziuni
În 1927, White Star Line a fost achiziționată de către Royal Mail Steam Packet Company (RMSPC), care devine astfel cel mai mare grup de transport maritim din lume.
În anul 1932, datorită marilor probleme financiare cu care s-a confruntat, RMSPC intră în faliment. Noua companie formată, Royal Mail Lines Ltd., a preluat toate navele RMSPC inclusiv pe cele White Star Line.
În 1933 în timpul crizei economice , White Star Line și Cunard Line au întâmpinat serioase probleme financiare, determinând cele două mari companii să-și unească operațiunile.
Fuziunea a avut loc la 10 mai 1934, creându-se Cunard White Star Line. În noua companie, White Star a contribuit cu 10 nave, în timp ce Cunard cu 15 nave.

## Cele mai importante nave
- RMS Majestic (1922): 56.551 tdw
- HMHS Britannic III (1915): 48.158 tdw
- RMS Titanic: 46.328 tdw
- RMS Olympic (1911): 45.324 tdw
- RMS Homeric: 34.351 tdw
- RMS Justicia: 32.234 tdw
- RMS Georgic (1932): 27.759 tdw
- HMHS Britannic (1930): 26.943 tdw
- SS Belgic (1917): 24.547 tdw
- RMS Adriatic (1907): 24.541 tdw [3]